# QFU
QFU est un code de radiocommunication aéronautique qui signifie « Quelle est l'orientation magnétique de la piste en service ? » dans le code Q.

## Usage en aéronautique
Pour un article plus général, voir Radionavigation.

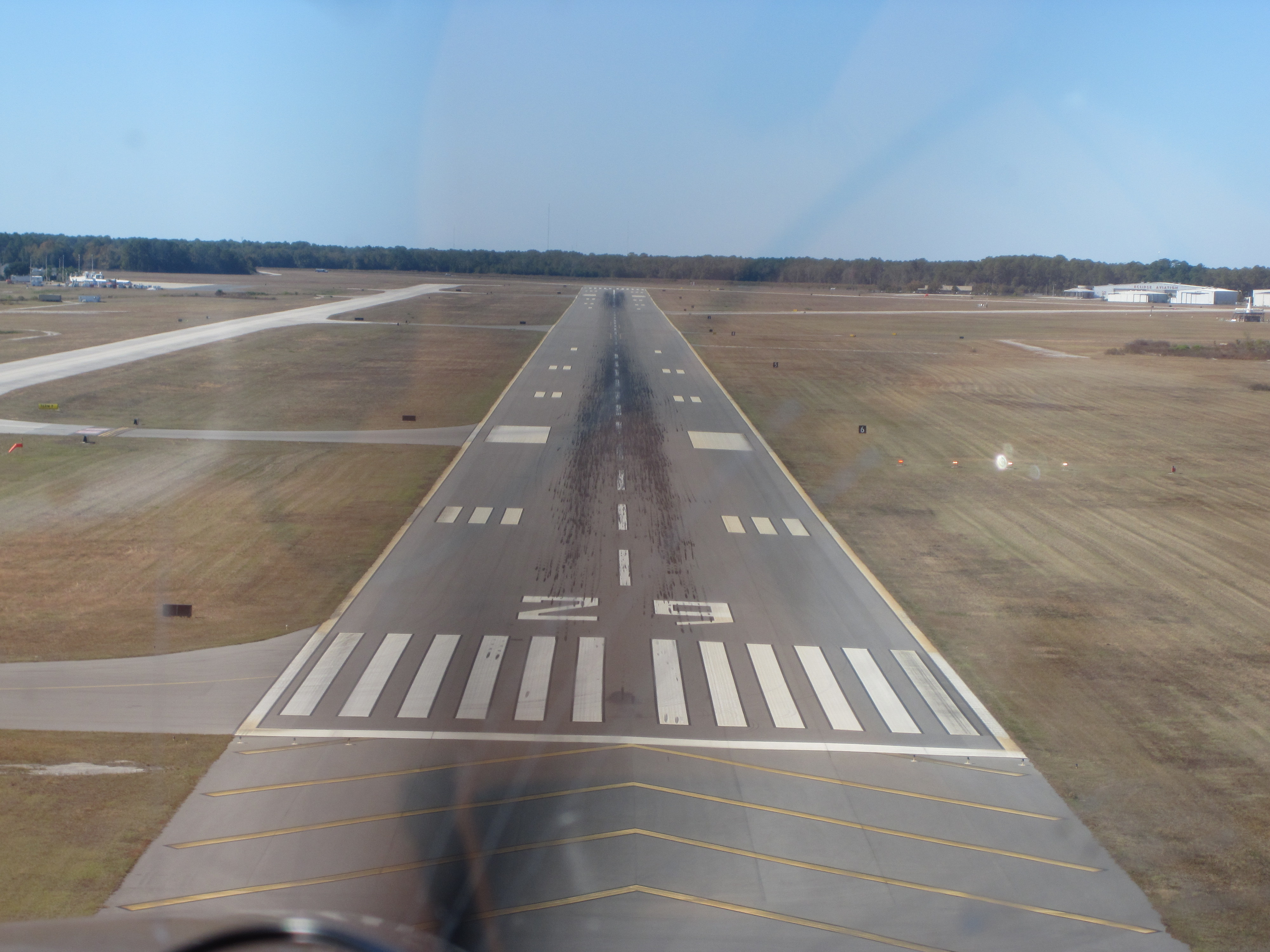
Marquages de la piste 29 de l'aéroport de Gainesville aux États-Unis.

En aéronautique, le QFU désigne l'orientation de la piste, en degrés, par rapport au nord magnétique en tournant dans le sens horaire.
Une piste est numérotée à chacune de ses extrémités par un nombre de deux chiffres, marqué au sol de façon à être lisible en vol à vue dans le sens de l’atterrissage. Ainsi, une piste dont le QFU est de 348° sud et 168° nord sera marquée « 35 » à l'extrémité sud, « 17 » au nord, et on l'appellera « piste 35 » ou « piste 17 » selon le sens dans lequel elle sera empruntée par l'appareil.
Le terme provient du code Q, d'où on tire également le QNH, le QNE ou le QFE.

Exemple : Dans le tableau ci-dessus, pour la piste (RWY pour « runway ») 09, le QFU est 091°.